# Marrakech (singel ATB)
Marrakech – pierwszy singel ATB z albumu No Silence. Został wydany 3 maja 2004 roku i zawiera cztery utwory. Piosenkę zaśpiewała brytyjska wokalistka Tiff Lacey. Nagranie promowało thriller pod tytułem Łowcy umysłów.

## Lista utworów
| Nr | Tytuł                      | Długość |
| -- | -------------------------- | ------- |
| 1. | Marrakech (Airplay Mix)    | 3:47    |
| 2. | Marrakech (A&T Remix)      | 8:37    |
| 3. | Marrakech (Clubb Mix)      | 11:18   |
| 4. | Marrakech (Revolution Mix) | 9:16    |